# Miłosz Wośko
Miłosz Wośko (ur. 25 maja 1979 w Szczecinie) – polski pianista, klawiszowiec, kompozytor, aranżer, producent muzyczny, kierownik muzyczny, dyrygent, autor tekstów.  

## Życiorys
Absolwent Wydziału Jazzu i Muzyki Rozrywkowej Akademii Muzycznej im. K. Szymanowskiego w Katowicach (kierunek: Kompozycja i aranżacja) oraz Wydziału Reżyserii Dźwięku Akademia Muzyczna im. Fryderyka Chopina w Warszawie w Warszawie. W okresie studiów grywał gościnnie z zespołem Są Gorsi.
Jego kompozycje i aranżacje wywodzą się z tzw. trzeciego nurtu w muzyce jazzowej i szeroko pojętej muzyki ilustracyjnej. Utwory utrzymane w tej stylistyce to m.in.: Suita utworów orkiestrowych z sekcją jazzową i dedykowanymi wizualizacjami, Taniec na akordeon i orkiestrę, czy Miniatury na orkiestrę kameralną, które prezentował we współpracy z orkiestrami Baltic Neopolis Orchestra i Sinfonia Viva.
Zajmuje się również tworzeniem muzyki do przedstawień teatralnych, filmów animowanych, dokumentalnych i krótkometrażowych. W ramach festiwali filmowych w Polsce i za granicą, wyświetlano film animowany pt. American Dream (ze ścieżką dźwiękową jego autorstwa), którego twórcy otrzymali I nagrodę na festiwalu „Młodzi i film” (2008) w kategorii „Animacja”.
Zaś dokument zatytułowany Dzikie szczęście (Savage Joy) do którego również napisał muzykę i który był emitowany m.in. w stacjach telewizyjnych: Planete, TVP Kultura i Kino Polska. Muzyk realizował też produkcje teatralne na zamówienie m.in. Teatru Telewizji. W 2011 roku nagrał partie fortepianu i pianina do szwedzko-polskiej koprodukcji dokumentalnej pt. Harbour of Hope.
Ponadto był kierownikiem muzycznym, aranżerem i autorem muzyki ilustracyjnej do spektaklu Święty w reż. Michała Zabłockiego. W 2011 roku był kierownikiem muzycznym i autorem opracowań utworów wykorzystanych przez Telewizję Polską w Koncercie Najskrytszych Marzeń podczas festiwalu Śpiewajmy Poezję w Olsztynie.
W sezonie 2014/2015 odbył rezydencję artystyczną w Filharmonii im. M. Karłowicza w Szczecinie, jako uczestnik programu „Kompozytor-rezydent”, realizowanego przez Narodowy Instytut Muzyki i Tańca, gdzie zaprezentowano trzy jego autorskie kompozycje, tj.: Relacje na akordeon solo i orkiestrę, Pogoda i Pięć rozmów na trudne tematy na kwintet dęty.
Współpracuje z wieloma wykonawcami z nurtów muzyki jazzowej i alternatywnej, zarówno jako aranżer, konsultant muzyczny, producent, jak i pianista oraz realizatora dźwięku. Na swym koncie ma m.in. pracę nad realizacją nad płyt Andrzeja Smolika i Lory Szafran (nagrodzony złotą płytą album Sekrety życia według Leonarda Cohena, którego był także producentem).
Wyprodukował także krążki wokalistki Nad Ranem i współprodukował debiutancki album Meli Koteluk pt. Spadochron, który dwukrotnie wyróżniono nagrodą polskiego przemysłu fonograficznego „Fryderyk”. Współpracował także z Miką Urbaniak, Iwoną Loranc, Anną Gadt, Rykardą Parasol, Markiem Dyjakiem, Tomaszem Wachnowskim i Afro Kolektywem. Zaangażowany w szereg projektów koncertowych.
W 2014 roku opracował na orkiestrę utwory grupy SBB, które zostały wykonane podczas koncertu zatytułowanego SBB Reunion w ramach festiwalu Jazz nad Odrą we Wrocławiu. Muzyk dyrygował wówczas Narodową Orkiestrą Symfoniczną Polskiego Radia (gościnnie wspomaga zespół na koncertach, również jako klawiszowiec). W 2020 roku w ramach swojego 50-lecia SBB powróciło do tego projektu.
Koncert odbył się w siedzibie NOSPR w warunkach pandemicznych, bez udziału publiczności. Wydarzenie zostało uwieńczone wydaniem płyty pt. SBB & NOSPR – Z miłości jestem – live (wyd. Gad Records), która miała swą premierę 26 marca 2021 roku. W 2015 roku pianista założył zespół Nash, z którym nagrał album na którym w swoich kompozycjach łączy formę piosenek spod znaku piosenki autorskiej z brzmieniem instrumentów dętych blaszanych.
Jest także autorem aranżacji na instrumenty smyczkowe i sekcję jazzową Preludiów i Pieśni Fryderyka Chopina (premiera miała miejsce w 2010 roku); opracowań piosenek Kabaretu Starszych Panów (2010) oraz symfonicznych wersji utworów zespołu Queen, wykonanych z udziałem kontratenora Artura Stefanowicza w Filharmonii im. M. Karłowicza w Szczecinie (2012).
Aranżował również utwory m.in. Krzysztofa Komedy na fortepian i kwartet smyczkowy pod nazwą Atom String Quartet dla pianisty Janusza Olejniczak oraz kompozycje Józefa Skrzeka na potrzeby widowiska 63 dni gniewu – zrealizowanego z okazji obchodów rocznicy powstania warszawskiego. Podobną rolę pełnił podczas festiwalu Stacja Kutno (2017, 2018).
W 2018 roku współkomponował i aranżował na orkiestrę kameralną i dętą oraz sekcję rytmiczną utwory do wierszy Zbigniewa Herberta w ramach rejestrowanego przez Program III PR koncertu pt. Herbert 3.0 z udziałem m.in. Justyny Święs, Wojciecha Waglewskiego, Krzysztofa Zalewskiego i Abradaba.
Brał także udział w programach dla uczniów szkół muzycznych, tj.: „Muzykoteka Szkolna” (Narodowy Instytut Audiowizualny, 2011) i „Grajkowie Przyszłości” (Czesław Mozil, 2018). W 2019 roku nakładem wytwórni Requiem Records, ukazał się pierwszy solowy album pianisty pt. Urban Residents’ Beliefs.